# 8407 Houlahan
8407 Houlahan este un asteroid din centura principală de asteroizi.

## Descriere
8407 Houlahan este un asteroid din centura principală de asteroizi. A fost descoperit pe 25 iulie 1995 la Prescott de Paul G. Comba. El prezintă o orbită caracterizată de o semiaxă mare de 2,29 ua, o excentricitate de 0,13 și o înclinație de 7,0° în raport cu ecliptica.